# SN 1940A
SN 1940A – supernowa typu II-L odkryta 16 lutego 1940 roku w galaktyce NGC 5907. Jej maksymalna jasność wynosiła 14,40m.